# Hanne Hiob
Hanne Hiob (12 de marzo de 1923 – 23 de junio de 2009) fue una actriz teatral y cinematográfica de nacionalidad alemana.

## Biografía
Su verdadero nombre era Hanne Marianne Brecht, y nació en Múnich, Alemania. Su padre era el dramaturgo Bertolt Brecht, y su madre, la cantante de ópera y actriz Marianne Zoff (1893-1984). En febrero de 1928 Zoff tuvo una hija, Ursula Lingen, con el actor alemán Theo Lingen. En septiembre de 1928 Brecht y Zoff se divorciaron, y Zoff se casó con Lingen ese mismo año. Hanne Hiob se crio junto a su madre y Theo Lingen. En los años del nazismo Lingen protegió a su esposa, que fue clasificada como medio judía, y a su hija de la persecución.
Hanne Brecht estudió danza en la Ópera Estatal de Viena y trabajó como bailarina y actriz en Salzburgo, Austria. Entre otros papeles hizo el principal en las obras de Bertolt Brecht Die Gewehre der Frau Carrar y Die Heilige Johanna der Schlachthöfe) (1959), esta última bajo la dirección de Gustaf Gründgens. A lo largo de  su carrera Hiob actuó en Múnich, Hamburgo, Fráncfort del Meno, Viena y Berlín. 
Se retiró de la escena en 1976, pero siguió en activo leyendo trabajos de Brecht y participando en proyectos teatrales como Anachronistic Train. En 2005 fue recompensada con el Premio de la Paz de Aquisgrán.
Hanne Hiob falleció en Múnich en 2009, a los 86 años de edad, por causas no conocidas. Fue enterrada en el Cementerio Dorotheenstädtischer y Friedrichswerder de Berlín, Alemania.

## Filmografía

### Como actriz
- Hundert Jahre Brecht (1997)
- Die letzte Runde (1983)
- Regentropfen (1980/1981)
- La indagación (de Peter Weiss, 1966)
- Es fing so harmlos an (1943/1944)
- Frau Luna (1941)

### Como directora
- Flüchtlingsgespräche (2003)